# Anisodes thermosaria
Anisodes thermosaria là một loài bướm đêm trong họ Geometridae.